# Hermann Ranke
Hermann Ranke (* 5. August 1878 in Balgheim (Möttingen); † 22. April 1953 in Freiburg im Breisgau) war ein deutscher Assyriologe und Ägyptologe.

## Leben
Hermann Ranke war der älteste von drei Söhnen des lutherischen Pfarrers in Balgheim und späteren Lübecker Hauptpastors Leopold Friedrich Ranke und seiner (zweiten) Frau Julie, geb. von Bever (1850–1924); seine Brüder waren Otto und Friedrich. Er wuchs in Lübeck auf, besuchte das Katharineum zu Lübeck bis zum Abitur Ostern 1897 und studierte zunächst Theologie, wechselte aber 1899 an die Universität von München, wo er Orientalische Sprachen und Ägyptologie studierte. 1902 promovierte er mit der Dissertation „Die Personennamen in den Urkunden der Hammurabidynastie. Ein Beitrag zur Kenntnis der semitischen Namenbildung“. Nach seiner Promotion erhielt er ein Forschungsstipendium der University of Pennsylvania in Philadelphia. Zurück in Deutschland trat er 1905 eine Stelle am staatlichen Museum Berlin in der ägyptischen Abteilung an. 1910 folgte ein Lehrauftrag für Ägyptologie an der Universität Heidelberg, wo er ebenfalls 1910 seine Professur erhielt und Direktor des Ägyptologischen Instituts wurde. Seit diesem Jahr baute Hermann Ranke das Ägyptologische Institut der Universität Heidelberg auf. Er legte die Sammlung des Seminars für Ägyptologie an und bereicherte sie durch Fundstücke aus seinen zahlreichen eigenen Ausgrabungen.
1913 wurde Ranke als Mitglied der Heidelberger Akademie der Wissenschaften aufgenommen. 1912/13 und 1924 nahm er an verschiedenen Expeditionen und Grabungskampagnen in Ägypten teil. Während der dritten Grabungssaison der Deutschen Orientgesellschaft (DOG) von November 1912 bis März 1913 in Tell el-Amarna war er Ludwig Borchardts Assistent. Am 6. Dezember 1912 wurde die Büste der Königin Nofretete gefunden. Während des Ersten Weltkriegs diente Ranke als Vizefeldwebel und Offiziersstellvertreter in der 4. Kompanie des 1. Landsturm-Infanterie-Bataillons beim Bahnschutz in Lothringen, er wurde 1916 für seine Leistungen mit dem Eisernen Kreuz 2. Klasse ausgezeichnet. Der Senat der Hansestadt Lübeck verlieh dem Leutnant im Landsturm-Infanterie-Bataillon XII/2 das Lübeckische Hanseatenkreuz. Im Winter 1932 unterrichtete er ein Semester als Gastprofessor an der University of Wisconsin–Madison in den Vereinigten Staaten.

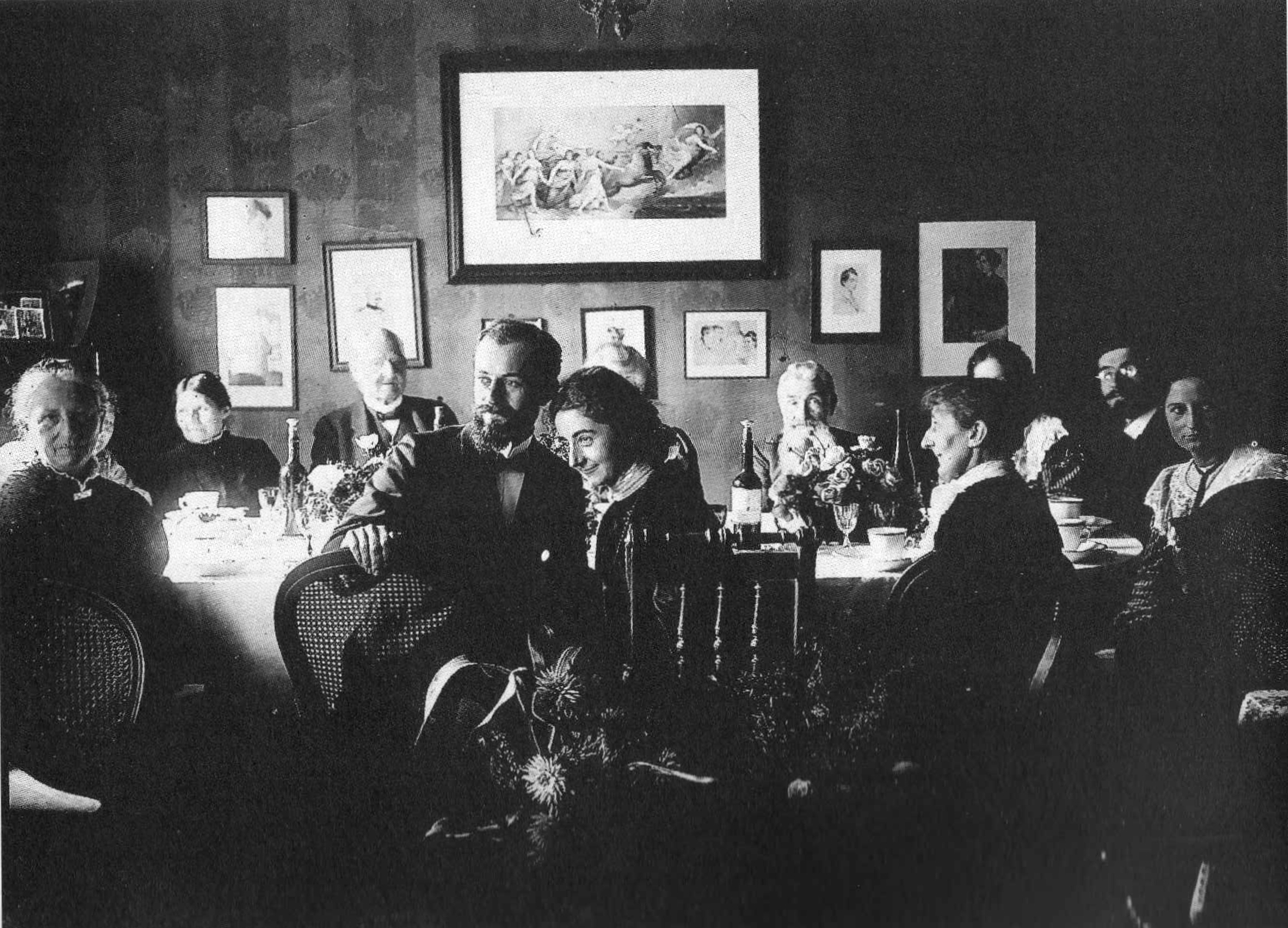
Hochzeit von Hermann Ranke und Marie Stein-Ranke (1906)

1937 wurde Hermann Ranke durch das NS-Regime unter Hitler emeritiert. Dies geschah aufgrund seiner Ehe mit der nach den Nürnberger Gesetzen als halbjüdisch geltenden Künstlerin Marie Stein-Ranke. Nach dem Ende des Zweiten Weltkriegs wurde diese Entscheidung zurückgenommen. Auch aus der Heidelberger Akademie der Wissenschaften wurde er 1939 ausgeschlossen und 1947 als korrespondierendes Mitglied wieder aufgenommen.
In den Jahren 1938 bis 1942 unterrichtete er verschiedene Semester als Gastprofessor in den USA. 1942 kehrte er über Stockholm nach Deutschland zurück und übernahm 1945 erneut den Lehrauftrag für Ägyptologie an der Universität Heidelberg. An diese Zeit schließen sich noch verschiedene Gastprofessuren in Ägypten und den USA an.

## Schriften
- Die Personennamen in den Urkunden der Hammurabidynastie. Ein Beitrag zur Kenntnis der semitischen Namenbildung. München 1902.
- Babylonian Legal and Business Documents from the Time of The First Dynasty of Babylon, Chiefly from Sippar. 1906.
- Keilschriftliches Material zur altägyptischen Vokalisation. Abhandlungen der Preußischen Akademie der Wissenschaften, 1910.
- Das altägyptische Schlangenspiel. Sitzungsbericht der Heidelberger Akademie der Wissenschaften, 1920, doi:10.11588/diglit.37771.
- mit Adolf Erman: Ägypten und ägyptisches Leben im Altertum. Tübingen 1923.
- Der Gilgamesch-Epos. (Übersetzung). Hamburg 1924.
- mit Hugo Gressmann, Erich Ebeling: Altorientalische Texte zum Alten Testament. Berlin 1926.
- Die ägyptischen Personennamen. Band 1–3. Augustin, Glückstadt u. a. 1935, 1952, 1977 (jeweils online als PDF).
- J. H. Breasteds Geschichte Ägyptens. (Übersetzung). Zürich 1936.
- Meisterwerke der Ägyptischen Kunst. Berlin, Darmstadt 1948.